# Dykutbildningsorganisation
Dykutbildningsorganisation, kallas den kommersiella eller ideella organisation som utbildar och certifierar sportdykare. Efter genomförd utbildning utfärdas ett kompetensbevis i form av ett dykcertifikat. 
Internationellt finns flera olika utbildningsorganisationer för sportdykare och yrkesdykning.
Inom sportdykning finns bland annat:
- BS-AC: British Sub-Aqua Club)
- CMAS/SSDF: Confédération Mondiale des Activités Subaquatiques)
- NAUI: National Association of Underwater Instructors)
- PADI: Professional Association of Diving Instructors)
- SDI: Scuba Divers International
- SSI: Scuba Schools International)

Inom teknisk sportdykning finns bland annat:
- ANDI: American Nitrox Divers International)
- DSAT: Diving Science and Technology)
- IANTD: International Association of Nitrox and Technical Divers)
- GUE: Global Underwater Explorers)
- NAUI: National Association of Underwater Instructors)
- SDI/TDI: Technical Diving International)
- UTD: Unified Team Diving)

För handikappade finns särskilda organisationer som bedriver utbildning för personer med speciella krav:
- DDI: Disabled Divers International
- Freedom Divers International
- IAHD: International Association for Handicapped Divers